# Allopauropus spinosus
Allopauropus spinosus är en mångfotingart som beskrevs av Philippe Leclerc 1953. Allopauropus spinosus ingår i släktet småfåfotingar, och familjen fåfotingar. Inga underarter finns listade i Catalogue of Life.